# Pauahiana maculatipennis
Pauahiana maculatipennis är en stekelart som först beskrevs av William Harris Ashmead 1901.  Pauahiana maculatipennis ingår i släktet Pauahiana och familjen finglanssteklar. Inga underarter finns listade i Catalogue of Life.